# Otris
Otris (en griego antiguo: Ὄθρυς; en griego moderno: Όθρυς; Óthrys) es un macizo montañoso de Grecia, que se encuentra en la parte noreste de Ftiótide, en el sur de Magnesia, al sureste de la llanura de Tesalia, en la costa norte del golfo Maliaco.
El Otris se extiende más de 30 kilómetros de oeste a este, en la frontera entre las regiones griegas de Tesalia y Grecia Central. Su anchura en el eje norte-sur, es de unos 10-15 kilómetros. Se alza al noreste de Lamía, Domokos y al sursudoeste de Volos.
El punto más alto es el Gerakovouni (Γερακοβούνι) con 1726 m. Hacia el norte, en el lado de Tesalia, limita con el macizo de Gouras, que se eleva a 1454 m. La mayor parte de su superficie está cubierta por rocas (especialmente ofiolita), mientras que los bosques cubren sus laderas y sus alrededores. La mayor parte de su superficie está deshabitada, las vertientes norte y sur; Anavra es la excepción, haciendo de la ciudad una de las pocas comunidades en el sudoeste de Magnesia.
La vista desde su cima cubre la parte suroeste y parte de la región sudeste de Magnesia, junto con la parte sur de la unidad periférica de Larisa, el noreste, centro y noroeste de Ftiótide, y la parte noroeste de la isla de Eubea. Las carreteras que llegan al monte se aproximan por el sur de la cadena montañosa, y toda la zona es un parque nacional. La montaña en sí, tiene pocas cumbres. Presenta diversos valles y arroyos. Toda el área debajo de los 1000 metros está cubierta por bosques.
En la mitología griega, en el Otris los titanes lucharon contra el crónida que se había atrincherado en el monte Olimpo.